# Ниобиди
Ниобиди су у грчкој митологији била деца тебанског краља Амфиона и његове супруге Ниобе. Ниоба је својим увредама изазвала бес Летине деце, Аполона и Артемиде, који су стрелама гађали њену децу, што заправо значи да је краљевску кућу погодила куга.

## Митологија
Амфион и Ниоба као оснивачи нове краљевске породице су имали много деце, али се њихов број према разним ауторима разликује. Према неким ауторима, деце је било двадесет, према другима четрнаест, дванаест или десет. Наводи се да их је било и свега петоро; два дечака и три девојчице. Најчешће, половина тог броја су мушког, а половина женског пола. Без обзира на број, Ниоба је описана као поносна мајка, уз сву моћ и раскош које је имала, али и поносна супруга на свог мужа који је имао и магичне моћи и могао је да учини да се камење ређа само од себе и тако настају бедеми и то само свирајући на лири. Међутим, уз моћ, некако се уклапала њена дрскост и несрећа која ју је задесила је утолико већа, како је све то њено благостање уништено. Ниоба се наиме чудила како је могуће да се људи клањају боговима, чија моћ није видљива, уместо да се клањају њеној моћи која је врло опипљива. Због тога је сматрала да је добро да се уведу реформе у верске обреде и законе и да њени поданици имају више приземније разлоге обожавања, па је у Летином храму, према Овидијевим „Метаморфозама“, изјавила да је лудо више волети богове о којима су људи само слушали, него оне које могу и видети. Потом је приказала своје породично стабло, те објаснила да се у њеној палати налази право изобиље, да је њена лепота попут божије и да какве год приче постојале о богињи Лети, оне се не могу поредити са њеном личном биографијом. Лету је увредила и тиме што је рекла да за разлику од ње, која има свега двоје деце, Ниоба има много више. Ни то Ниоби није било довољно, већ је увредила и Летину децу. За Артемиду је рекла да је девојка у мушким одорама, док је дугокоси Аполон носио женски огртач. Како би подсетила вернике да њене речи имају тежину, позвала се на власт коју је имала, наредила им да скину ловорове венце са главе и да напусте храм. Сви они који су били у вери искрени, напустили су храм без речи, плашећи се одмазде и верске нетолеранције, али своје мишљење нису променили.
Тебанци су веровали да ово богохуљење могу казнити само богови, не и они сами, јер колико год мудри и побожни били, нису могли довољно да познају богове, њихове начине деловања и вољу. Чак су сматрали да је претенциозно веровати да смртници могу бити од било какве помоћи боговима, па тако и сачувати њихов углед. Зато, нису се побунили против своје краљице, а ни суседни владари се нису одважили да објаве рат овој земљи нити да уцене Ниобину главу. Дужности да казне Ниобу су се прихватили Аполон и Артемида. Они су испаљивали стреле на Ниобину децу током девет дана и они су падали мртви једно за другим, лежећи у базену крви, јер ко год је покушао да их сахрани, Зевс би га претворио у камен. Тек десети дан, богови су их сахранили и Ниоба, измучена од туге, тек тада је могла поново да једе. Према неким изворима, најпре су страдали њени синови испред тебанских бедема, али је најмлађи замолио богове да га поштеде. Они би то и учинили, али је стрела коју је одапео Аполон већ била стигла до младићевог срца и није могао да је заустави. Када је сазнала за ово, Ниоба је са кћеркама изашла пред тебанске зидине и даље пркосећи Лети. Узвикнула је да она чак и у овој несрећи надмашује богињу у њеној срећи. Након тога су полетеле нове стреле и поубијале њене кћерке. Ниоба је покушала да заштити најмлађу која је појурила у њено наручје и замолила богове да јој поштеде макар њу. Молба јој није услишена и девојка је умрла заклоњена тек Ниобином хаљином. Она је након смрти своје деце напустила Тебу и отишла код свог оца на брдо Сипил, где ју је Аполон претворио у стену или се окаменила од бола, па ју је тамо пренео вихор. Према веровању из њених окамењених очију и даље теку сузе. На неке је то оставило толики утисак, да је сврставају у божанства.
Према неким изворима, овај масакр су преживели Амикле и Хлорида. Хлородин син, Нестор, чак је награђен неуобичајено дугим животом, којим га је даровао Аполон, јер је желео на неки начин да врати све те године живота које је одузео овим младим људима. Ипак, у Хомеровој „Илијади“, Ахилове речи упућене Пријаму указују да ипак нико није преживео.

## Списак Ниобида
Следи списак Ниобида према Аполодору, Хигину и Овидију:
| Аполодор    | Хигин       | Овидије    |
| ----------- | ----------- | ---------- |
| Агенор      |             |            |
|             |             | Алфенор    |
|             | Архенор     |            |
| Астикратија | Астикратија |            |
|             | Астинома    |            |
| Астиоха     |             |            |
| Дамасихтон  | Дамасихтон  | Дамасихтон |
|             | Еудокса     |            |
| Еупинит     | Еупинит     |            |
|             |             | Илионеј    |
| Исмен       | Исмен       | Исмен      |
| Клеодокса   | Клеодокса   |            |
| Неера       | Неера       |            |
| Огигија     | Огигија     |            |
| Пелопија    |             |            |
| Сипил       | Сипил       | Сипил      |
| Тантал      | Тантал      | Тантал     |
|             | Тера        |            |
| Федим       | Федим       | Федим      |
| Фтија       | Фтија       |            |
| Филомаха    |             |            |
|             | Хијант      |            |
|             | Хлорида     |            |